# Hygropoda borbonica
Hygropoda borbonica là một loài nhện trong họ Pisauridae.
Loài này thuộc chi Hygropoda. Hygropoda borbonica được miêu tả năm 1863 bởi Vinson.